# Klockrankesläktet
Klockrankesläktet  (Cobaea) är ett släkte i familjen blågullsväxter med ungefär 20 arter. De förekommer i Centralamerika och Sydamerika. En art, klockranka (C. scandens), odlas som utplanteringsväxt i Sverige.
Det består av fleråriga, klättrande örter eller halvt förvedade lianer.
Släktet är uppkallat efter den spanske botanisten D. Cobo.